# Podpeč, Koper
Podpeč (italijansko Popecchio) je gručasto naselje, ki leži tik pod steno kraškega roba, ter upravno spada v Mestno občino Koper. 
Vas je postavljena v zavetni in prisojni legi. Na sredini vasi je vaški trg z nepresahljivim kraškim izvirom vode. Stare hiše v vasi se med seboj stikajo. V vasi je tudi cerkev sv. Helene, zgrajena leta 1489, znana po freskah, ki je sedaj podružnična cerkev Župnije Predloka.

## Kulturna dediščina Podpeči

### Obrambni stolp
V 11. stoletju je bil zgrajen obrambni stolp z utrjeno naravno jamo. Zgraditi ga je dale istrski mejni grof Ulrik Weimarski. Visok je 17 metrov,zidovi so debeli 1,5 metra. 
Skozi stoletja so se tu odvijali mnogi boji za oblast nad stolpom. Namreč lastnik obrambnega stolpa je imel v lasti in upravljal s celotno dolino. Najdlje so ostali na oblasti Rimljani in Avstrijci, nazadnje pa si je stolp lastila avstrijska oblast. Stolp je bil zavarovan z več topovi in bil del sistema utrdb na meji med Avstrijo in Beneško republiko. V času turških in uskoških pohodov in upadov je naravna jama pod stolpom vaščanom služila kot zatočišče. 
Po obrambnem stolpu je vas tudi dobila ime. Namreč stolp je, od daleč gledano, podoben peči, vas pa leži pod stolpom. Zato se imenuje Podpeč.

### Prkičeva hiša
Prkičeva hiša je poleg »Benkove hiše« v Črnem Kalu, edini ostanek najstarejšega stavbnega izročila pod Kraškim robom. V preteklosti je bila najbrž last bogatih kmetov, prvotno pa je bila kamnoseška delavnica mojstrov Andreja in Benka iz Sočerge, ki sta jo zgradila leta 1547. Ker pa je bila od zadnje vojne prazna in nevzdrževana, je bila v letih od 1986 do 1988 obnovljena. Danes je v njej vaški muzej.

### Cerkev Sv. Helene
V bližini se nahaja podružnična cerkev Sv. Helene iz leta 1489. Je brez zvonika, zato je zvon obešen posebej na dvojni preslici s streho.
Ima zanimive freske, ki so poslikane v njeni notranjosti. Iz časa pred 1489 sta ohranjena gotski prezbiterij, v katerem danes stoji le betonska oltarna miza in gotsko okno v ladji.

### Železnica Kozina-Koper
Cerkev je povezana z ozkim pasom pokopališča, od vasi pa jo ločuje odsek železniške proga med Kozino in Koprom. Ta je bil zgrajen leta 1967, kar je močno poškodovalo cerkev. Nekatere freske so bile zaradi tega odstranjene, uničene.